# 狩野久宣
狩野 久宣（かのう　ひさのり、1950年11月13日 - 2017年3月13日）は、日本の実業家。JFEメカニカル代表取締役社長や、JFEエンジニアリング代表取締役社長を務めた。

## 人物・経歴
福岡県北九州市出身。1973年九州大学工学部電気工学科卒業、日本鋼管入社。1996年日本鋼管福山製鉄所プロセス制御部長。2000年日本鋼管福山製鉄所生産総括部長兼品質保証部長。2002年日本鋼管福山製鉄所企画部長兼品質保証部長。2003年JFEスチール常務執行役員東日本製鉄所副所長。
2006年JFEスチール専務執行役員東日本製鉄所副所長。2007年からJFEスチール専務執行役員東日本製鉄所長を務め、「制御技術の発展と製鉄所の効率運営」により日本鉄鋼協会平成21年度技術功績賞服部賞受賞。
2009年JFEメカニカル代表取締役副社長。2010JFEメカニカル代表取締役社長。2013年JFEエンジニアリング代表取締役副社長。2014年JFEエンジニアリング代表取締役社長。JFEエンジニアリング代表取締役社長在任中の2017年に胃がんのため死去。享年66。